# Don't Drink the Water (film, 1969)
Don't Drink the Water je americký film z roku 1969, který natočil režisér Howard Morris podle stejnojmenné divadelní hry Woodyho Allena z roku 1966. Ve filmu hráli Jackie Gleason, Estelle Parsons, Ted Bessell a další. Film sleduje Waltera Hollandera, který letí na dovolenou do Řecka, ale cestou je jejich letadlo uneseno do fiktivní země za Železnou oponou. Během čekání na odlet ze země se jeho manželka rozhodne pořídit několik fotografií, kvůli čemuž je obviněna ze špionáže. Originální hudbu k filmu složil Pat Williams. Sám Woody Allen natočil v roce 1994 vlastní filmovou adaptaci své hry.